# Beauté trahie
Pour plus de détails, voir Fiche technique et Distribution.
Beauté trahie (Beauty Betrayed) est un thriller érotique américain réalisé par John Quinn, sorti en 2002.

## Fiche technique
- Titre français : Beauté trahie
- Titre original : Beauty Betrayed
- Réalisateur : John Quinn
- Scénario : Samm Croft
- Montage : Eric Torres
- Producteur : Kelly Andrea Rubin
- Production : Indigo Entertainment
- Musique : Chris Anderson, Herman Beeftink, Carl Schurtz
- Format : Couleurs
- Durée : 98 minutes (1h38)
- Genre : Drame, thriller érotique
- Pays de production :  États-Unis
- Langue : anglais
- Date de sortie : 
  - États-Unis :6 juillet 2002

## Distribution
- Samm Croft : Allie
- Brad Bartram : Clark
- Justin Carroll : Fabrice
- Anna de Cardi : Liz (créditée comme Jane Leno)
- Devinn Lane : Kira
- Keri Windsor : Tonya
- Mia Zottoli : Jody (créditée comme Ava Lake)
- Tracy Ryan : Sharon
- Steve Curtis : Luke
- Renee Rea : Lily / Lisa (créditée comme Samantha McConnell)
- Wolf Muser (de) : chef Watson
- Vicca : Patricia (créditée comme Viktoria Karina)
- Joseph Luis Rubin : le voisin curieux